# Witte Huis
Pour les articles homonymes, voir Maison-Blanche (homonymie).
La Witte Huis (en français la Maison Blanche) est un immeuble situé dans le bassin portuaire de Wijnhaven, à Rotterdam, dans la province néerlandaise de Hollande-Méridionale. Elle est construite en 1897-1898, dans un style Art nouveau. Sa hauteur de 43 m et ses 10 étages font d'elle, à sa construction, un des plus hauts édifices néerlandais et l'une des plus hautes tours en Europe. Elle a le statut de monument national néerlandais, depuis 1986.

## Histoire

### Construction

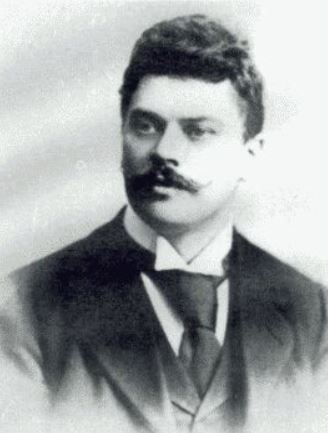
L'architecte Willem Molenbroek.

La Witte Huis est une réalisation de l'architecte néerlandais Willem Molenbroek (1863-1922). Les commanditaires sont deux frères, Gerardus Hendricus (dit Gerrit) van der Schuit (1864-1916) et Herman Marinus van der Schuit (1867-1945), propriétaires du terrain, qui font abattre les immeubles existants pour permettre cette nouvelle construction. Le bâtiment est conçu pour abriter des bureaux proposés en location, à l'image de ceux découverts par Gerrit lors d'un voyage à New York en 1894. Il est prévu d'y aménager des boutiques et un restaurant au rez-de-chaussée et premier étage, et des bureaux aux étages supérieurs. 
Le site est situé seulement à un mètre au-dessus du niveau de la mer, et le sol semblait ne pas pouvoir supporter le poids du bâtiment, aussi, préalablement à la construction, il a fallu enfoncer 1000 pilotis dans le sol. Le bâtiment est construit de manière traditionnelle, en maçonnerie et en briques à l'intérieur et en pierres blanches à l'extérieur. Deux murs intérieurs  de 1,40 m, dans le sous-sol, assurent la résistance du bâtiment. Le coût à l'époque s'élève à 127 900 florins néerlandais. Le bâtiment est inauguré le 8 septembre 1898. 
La décoration intérieure est de style Art nouveau. L'immeuble est équipé de toutes les commodités : chauffage central, éclairage électrique et au gaz, central téléphonique. Il comporte également un ascenseur, ce qui est considéré comme très moderne à l'époque. 
Sur le toit, se trouve une plate-forme offrant une vue panoramique ainsi que des panneaux permettant l'affichage de publicités.

### Ornements extérieurs

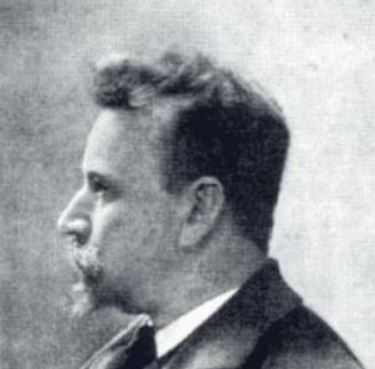
Simon Miedema.

Les décorations florales extérieures en style Art nouveau sont produites par Holland à Utrecht. Les statues conçues par Simon Miedema sont typiques de l'époque et représentent des éléments en lien avec le monde des affaires puisque le bâtiment est destiné à abriter des bureaux d'affaire. Les statues se nomment : la Navigation (Zeewaart), le Commerce (Handel), l'Agriculture (Landbouw), le Travail (Arbeit), l'Industrie (Nijverheid) et le Progrès (Vooruitgang).
Ses horloges de façade ont été restaurées et remises en place en 2015.

### Seconde Guerre mondiale
La Witte Huis est l'une des rares constructions du centre de Rotterdam épargnées lors du bombardement de la ville par l'armée nazie, le 14 mai 1940. Seule une des six statues monumentales — celle du Travail située sur la façade sud — décorant les façades a été détruite.

### Monument historique
Le bâtiment est classé monument national (Rijksmonument) par le service national pour la conservation du patrimoine néerlandais le 14 mai 1986.

## Records
À sa construction, le bâtiment est l'un des plus hauts monuments néerlandais et une des premières tours de bureaux d'Europe. À l'époque, les bâtiments habitables néerlandais les plus hauts comptent rarement plus de cinq étages.

## Culture et vie de quartier
La Witte Huis est située face au Wijnhaven, à proximité des maisons cubiques, de la place Blaak et son marché couvert le Markthal et de la bibliothèque municipale. De nombreux autres gratte-ciel se sont construits sur l'île de Wijnhaven voisine, notamment les tours du gratte-ciel Red Apple. 
Le bâtiment est éclairé la nuit pour le mettre en valeur. L'éclairage jaune a été remplacé en 2015 par un éclairage plus discret, réalisé avec des LED.

## Galeries

Witte Huis
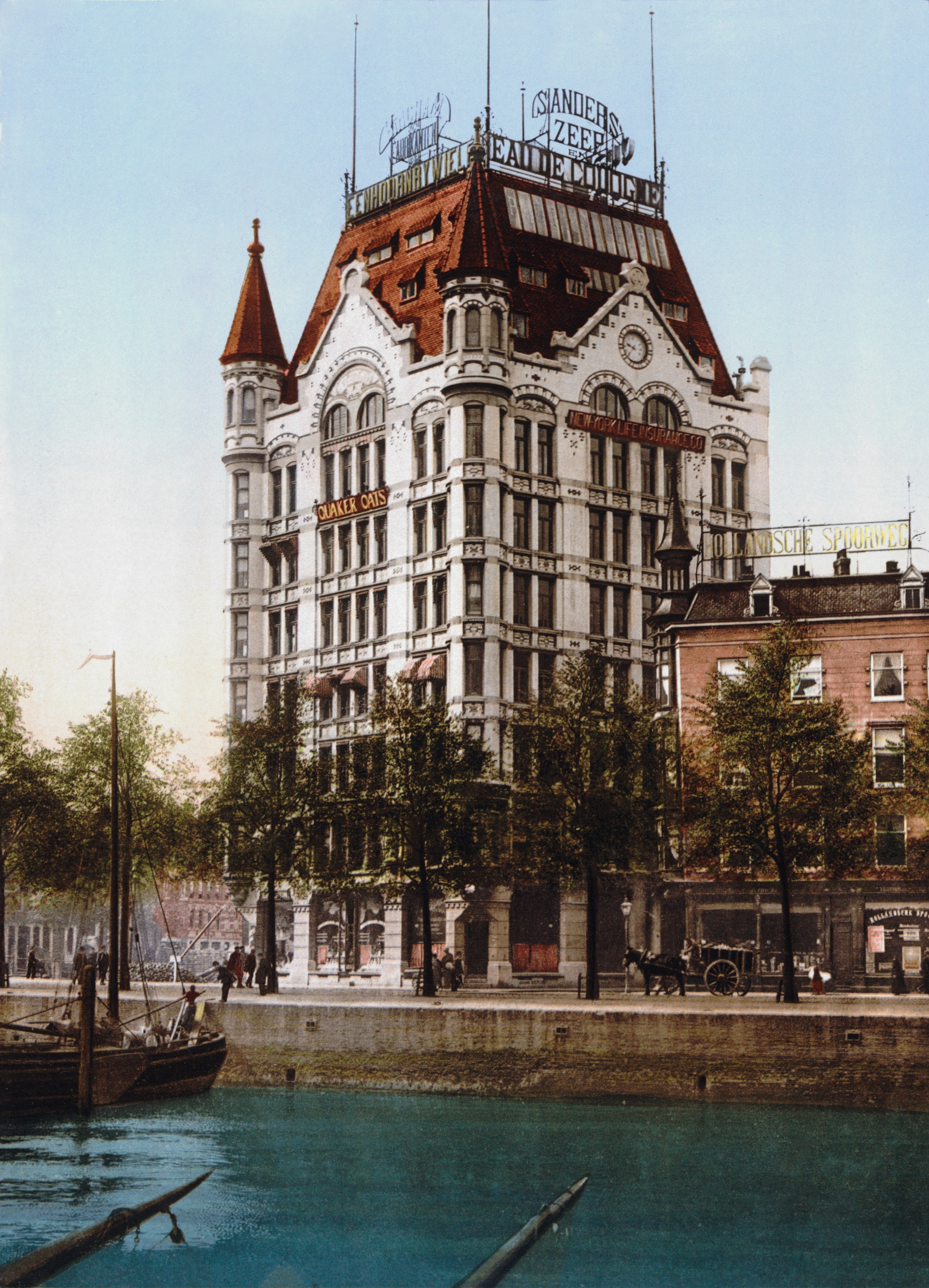
En 1900
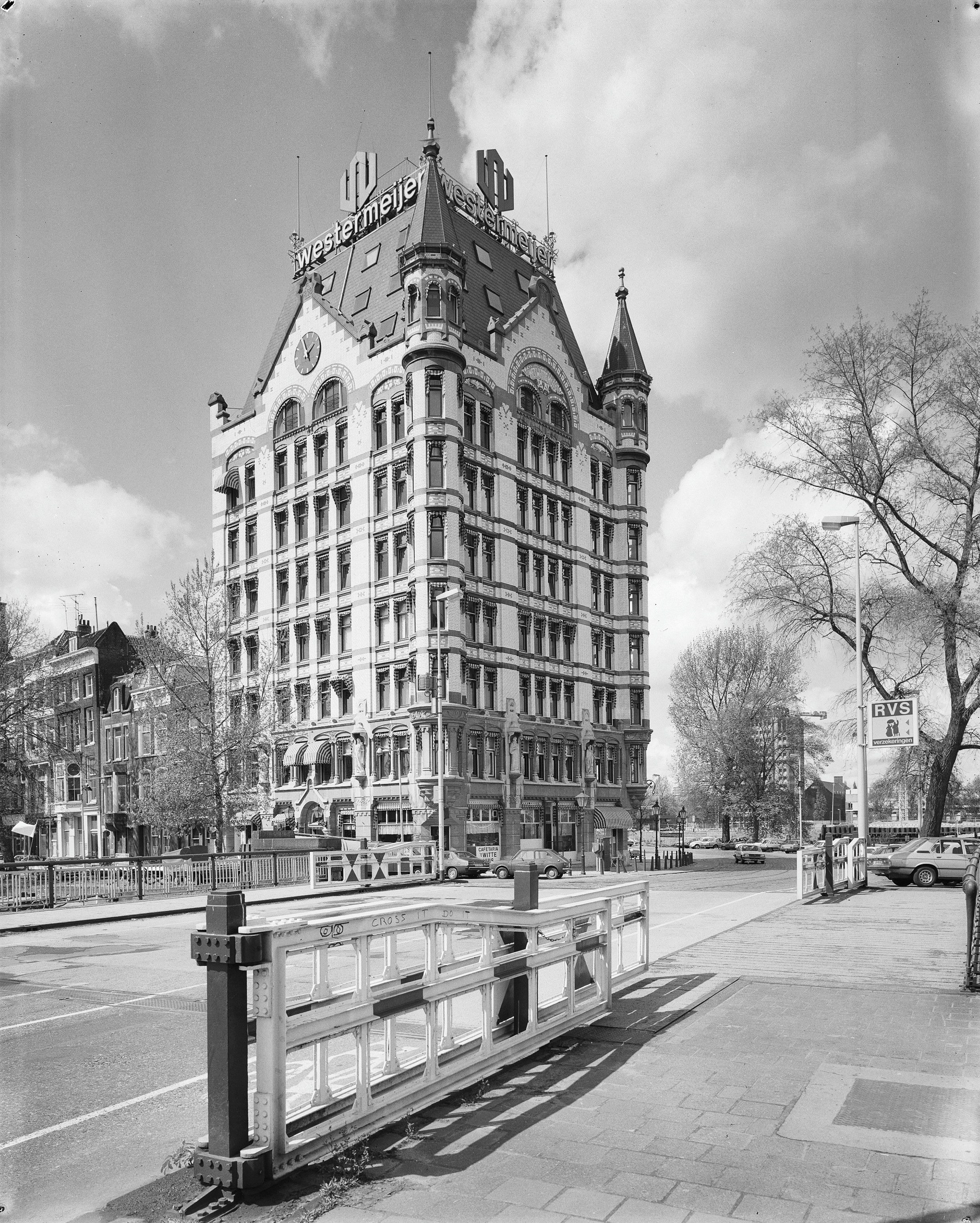
Avant la construction des immeubles environnants
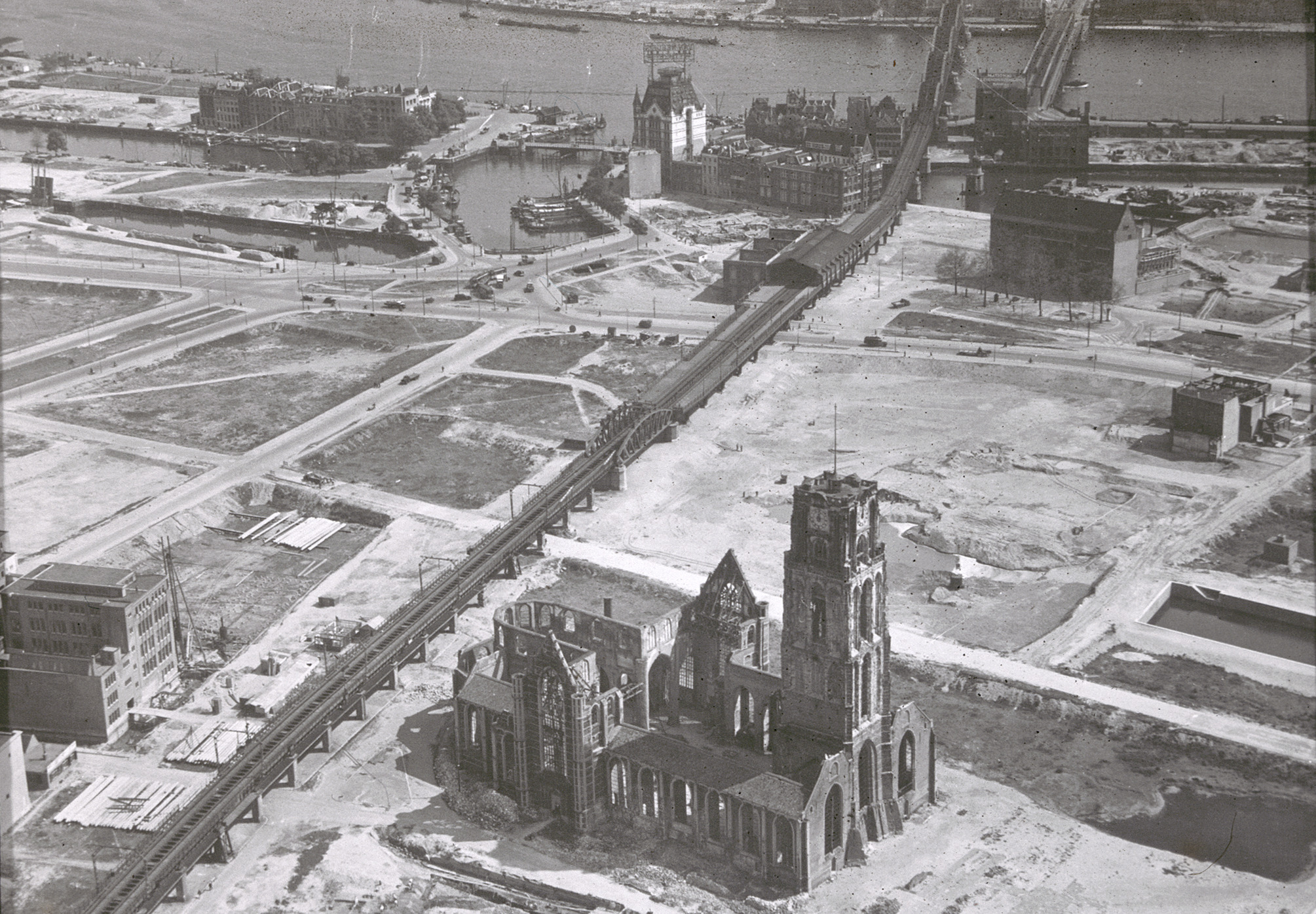
Après le bombardement de 1940, l'église St Laurens (premier plan) et la Witte Huis (arrière plan).
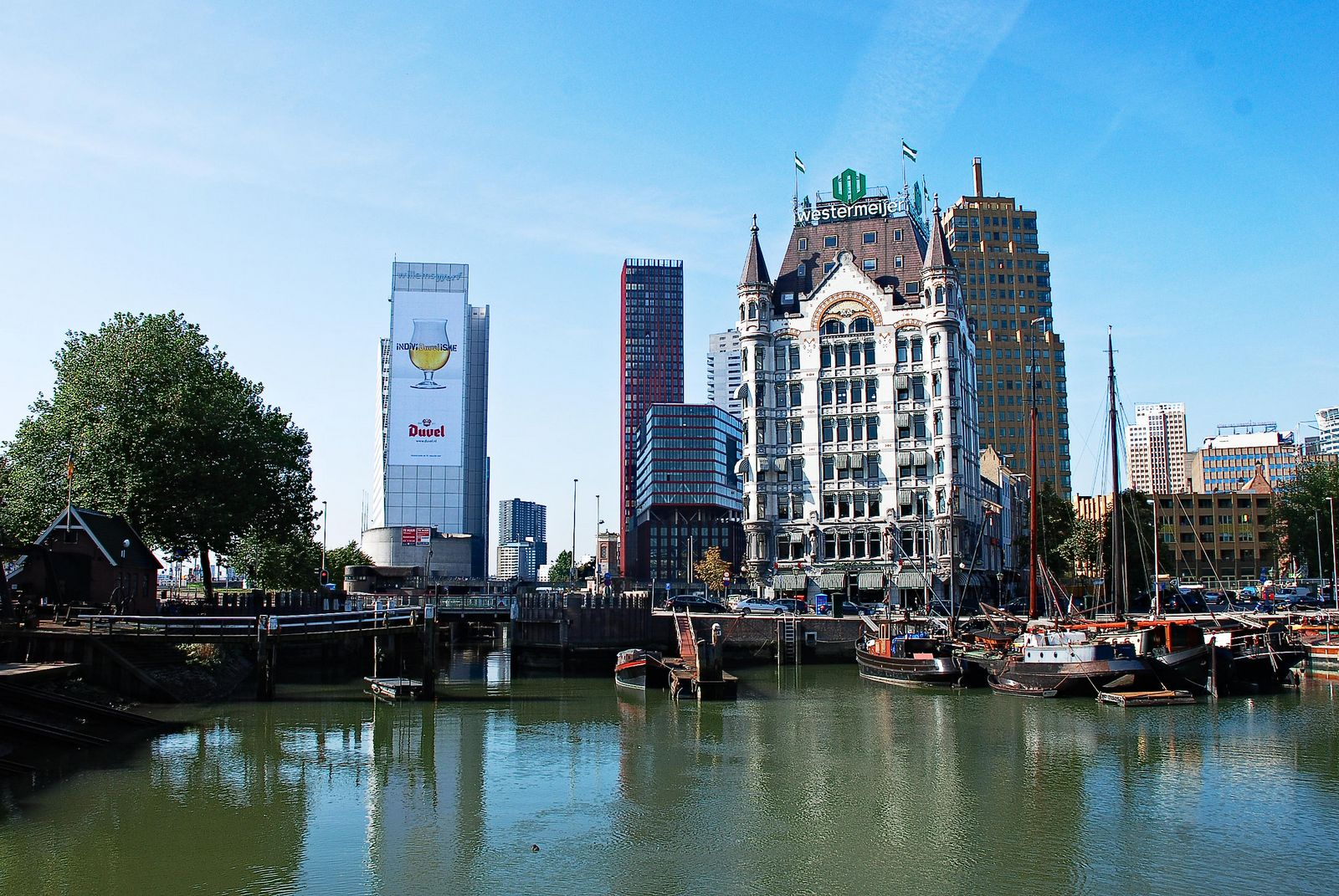
Vue du port de Oude Haven, et le gratte-ciel Red Apple à sa gauche (doubles tours rouges).
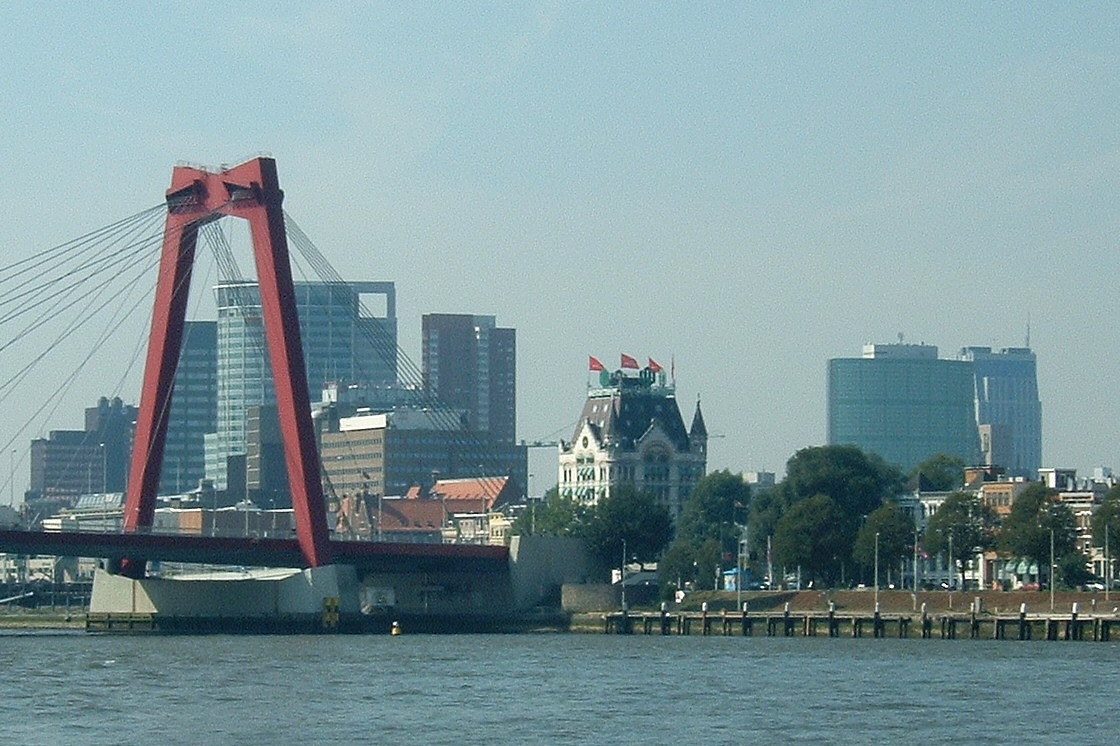
Panorama vu de la rive sud de la rivière Nouvelle Meuse, avec le pont Willemsbrug au premier plan.

Détails architecturaux
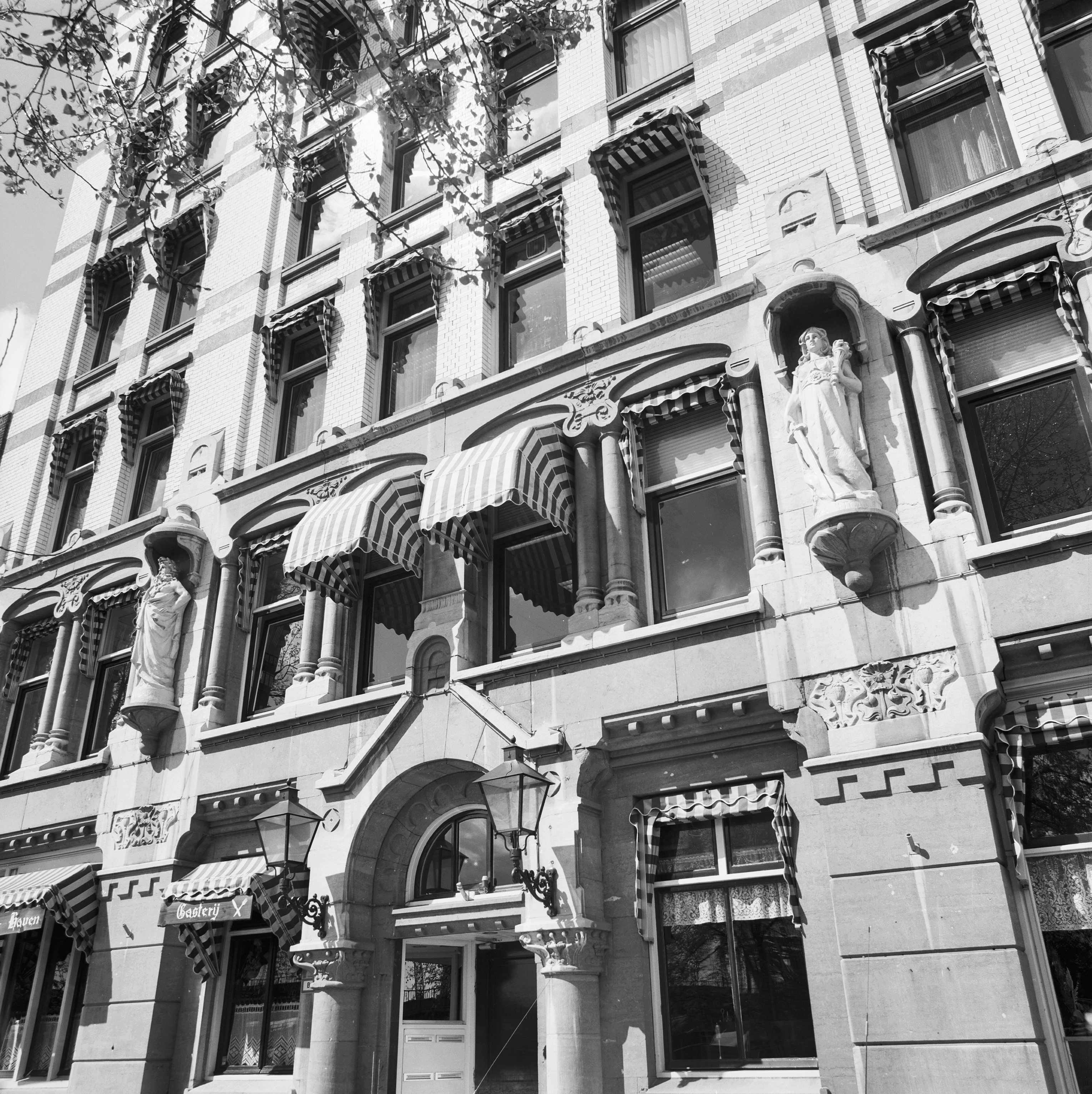
L'entrée
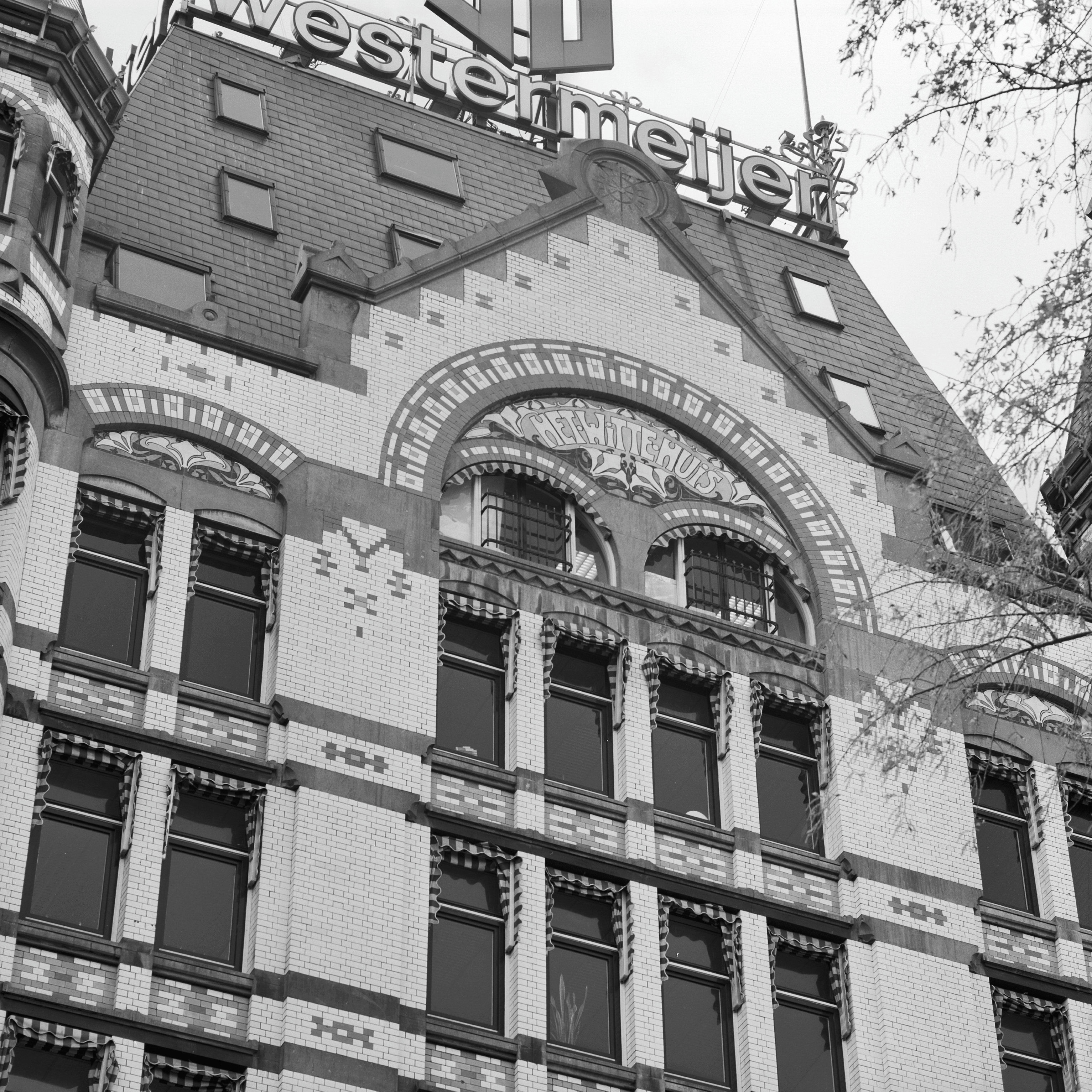
Toit et fronton
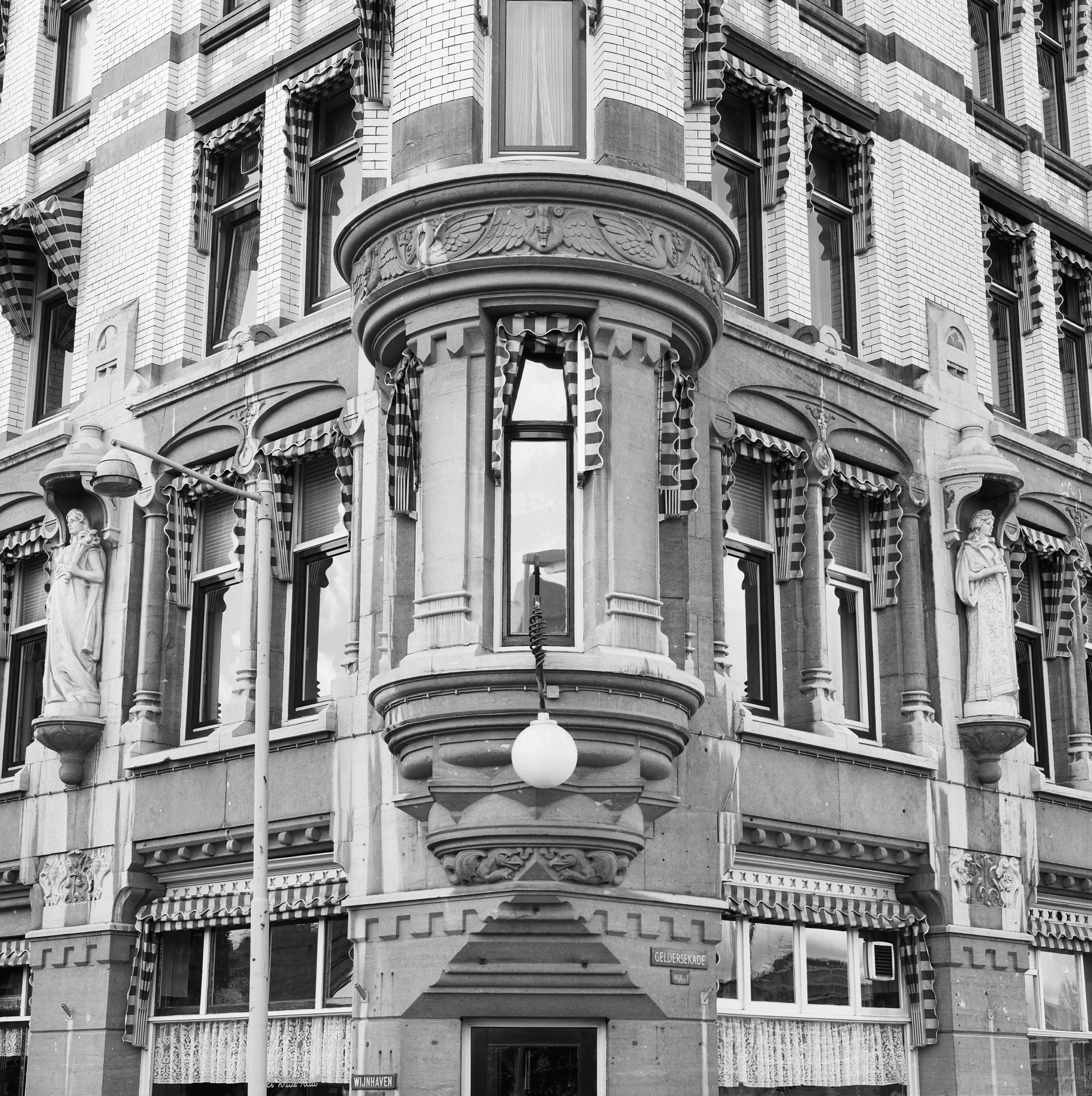
Un angle du bâtiment
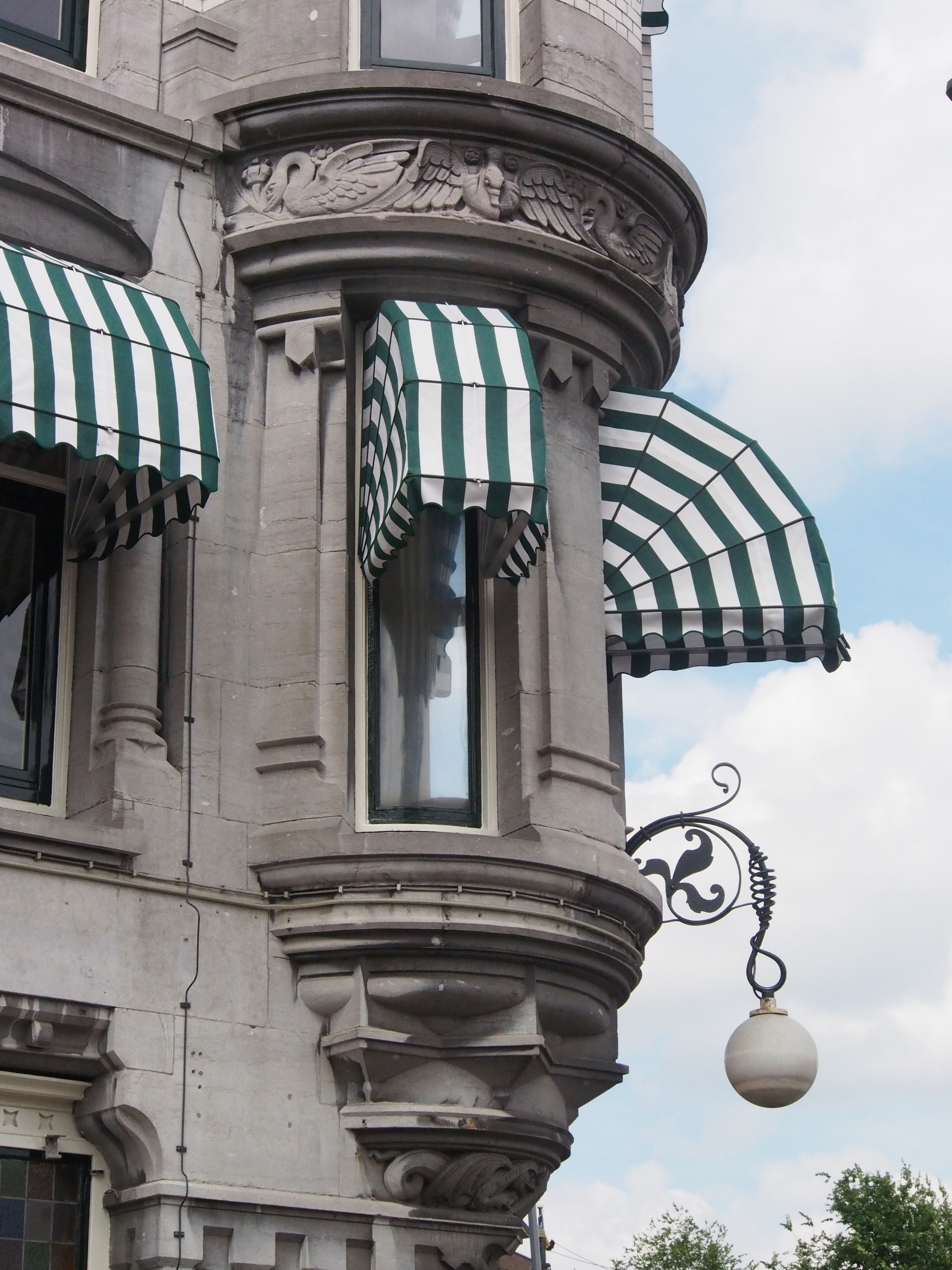
Fenêtre
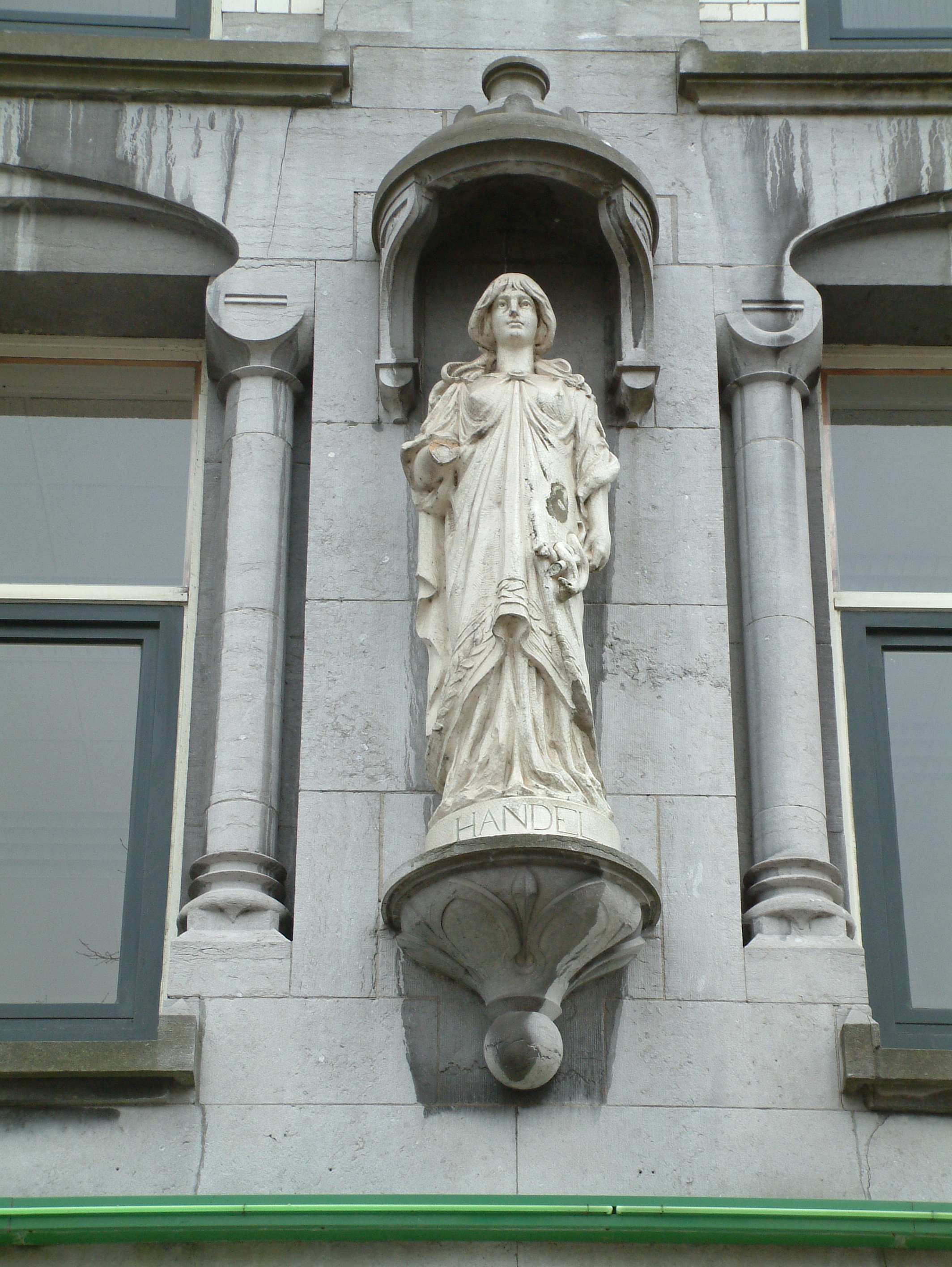
Sculpture Le Commerce (façade nord)
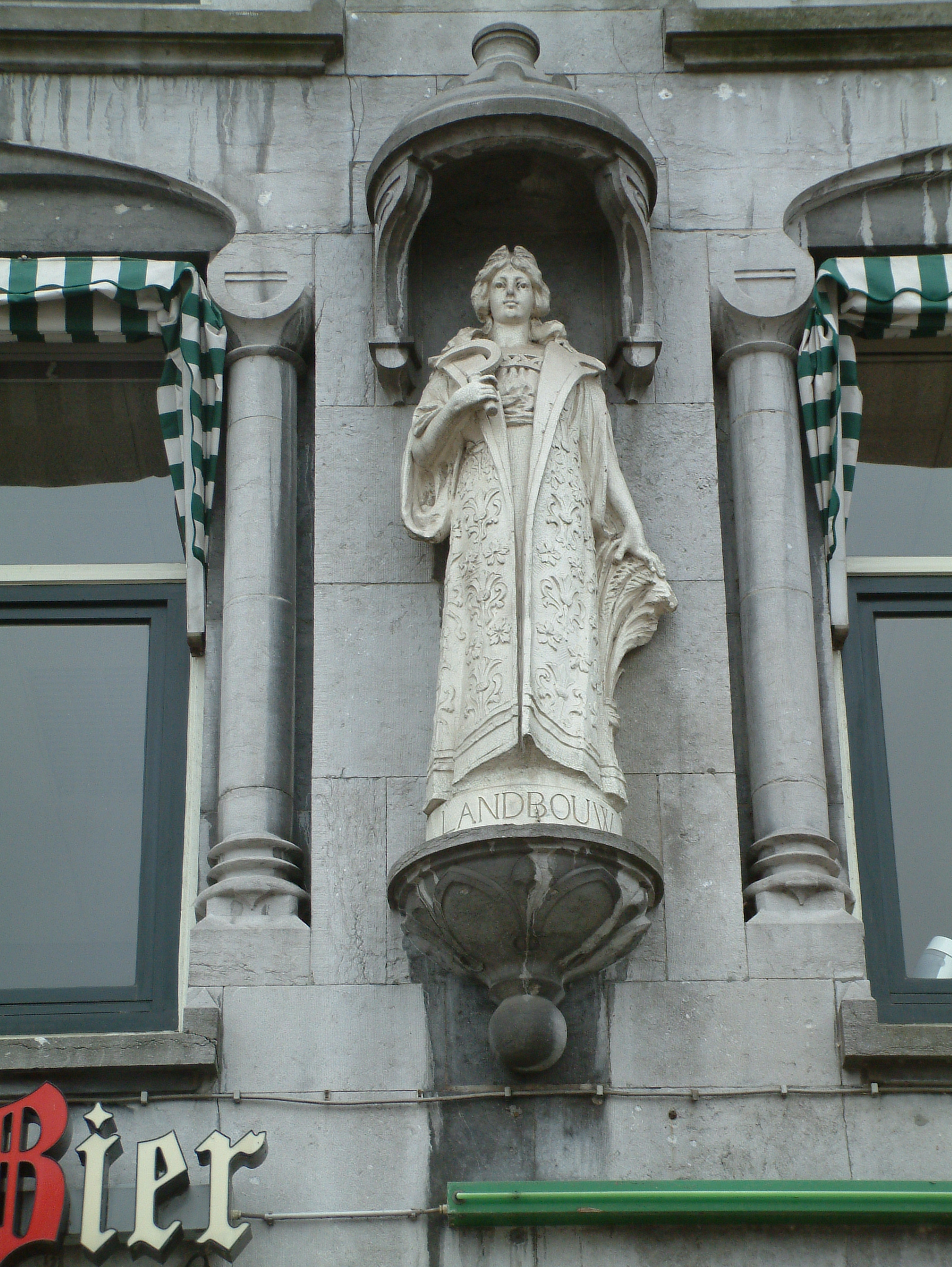
Sculpture L'Agriculture (façade ouest)
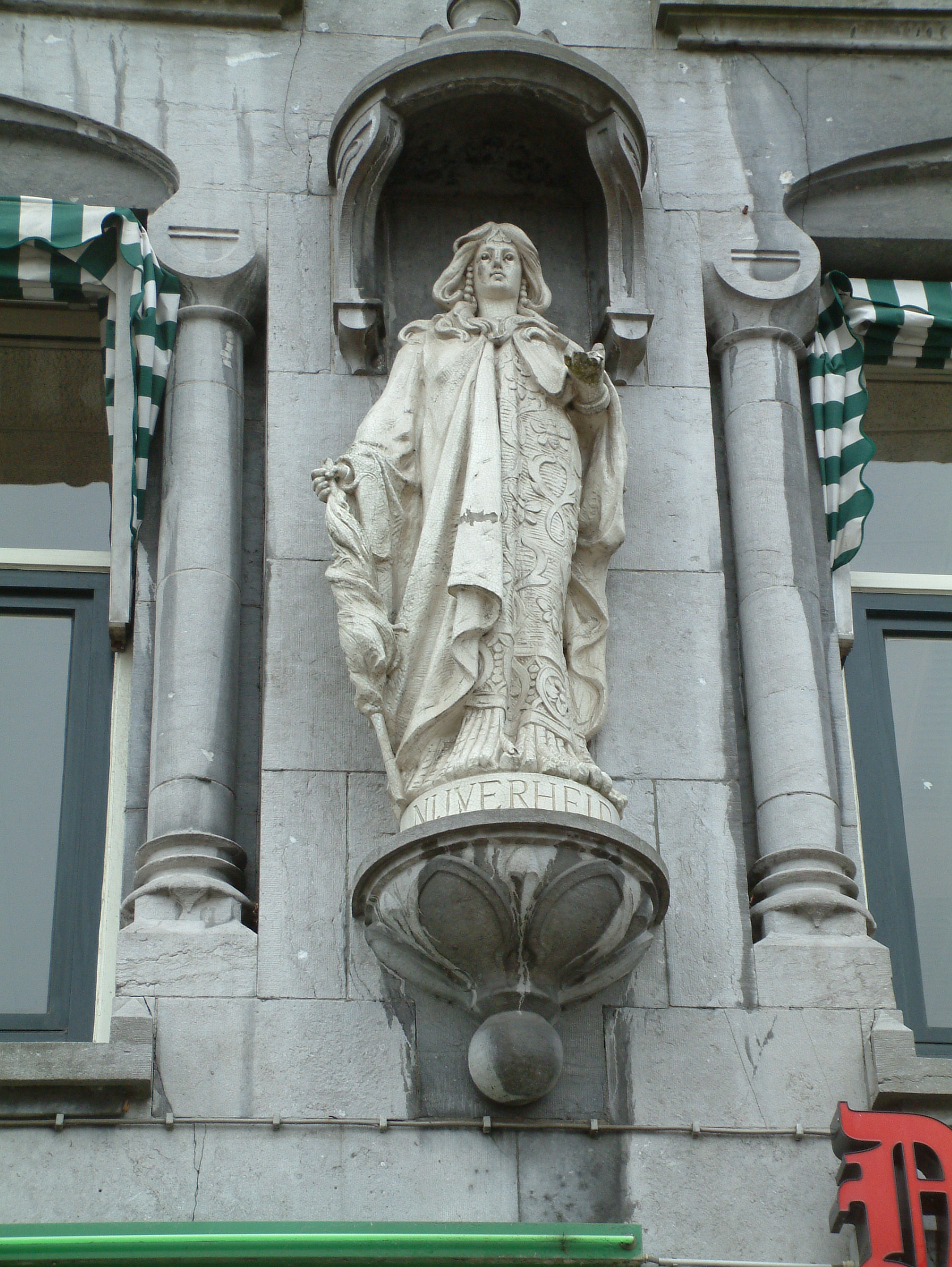
Sculpture L'Industrie (façade ouest)